# 박혜나
박혜나(1982년 7월 11일~)는 대한민국의 뮤지컬 배우이다. 2001년에 뮤지컬로 데뷔한 그로부터 12년 후, 2013년 디즈니 노래 "Let It Go"의 한국어 버전을 불렀다. 주요 뮤지컬 작품으로는 싱글즈, 영웅을 기다리며, 심야식당, 위키드, 데스노트 등에 출연하였다.

## 출연 작품

### 뮤지컬
- 2001년  - 그리스
- 2006년  - 미스터마우스
- 2008년  - 싱글즈
- 2008년  - 햄릿
- 2009년  - 영웅을 기다리며
- 2009년  - 웨딩펀드
- 2009년  - 룸넘버13
- 2009년  - 달콤한 나의 도시
- 2010년  - 인의 기억
- 2010년  - 남한산성
- 2011년  - 왕세자 실종사건
- 2011년  - 모차르트(콘스탄체 役/얼터네이트)
- 2012년  - 연인
- 2012년  - 심야식당
- 2013년  - 영웅을 기다리며
- 2013년  - 헤이, 자나!
- 2013년  - 뮤직 오브 더 나잇
- 2013년  - 위키드 (엘파바 役)
- 2014년  - 셜록 홈즈 (제인 왓슨 役)
- 2015년  - 드림걸즈 (에피 화이트 役)
- 2015년  - 데스노트 (렘 役)
- 2015년  - 오케피 (바이올린 연주자 役)
- 2016년  - 위키드 (엘파바 役)
- 2017년  - 나폴레옹 (조세핀 役)
- 2017년  - 혐오스런 마츠코의 일생 (마츠코役)
- 2018년  - 프랑켄슈타인 (엘렌/에바 役)
- 2018년  - 오디너리데이즈 (클레어 役)
- 2019년  - 킹아더 (모르간 役)
- 2019년  - 시티 오브 엔젤 (울리 役)
- 2019년  - 겨울왕국 2 - 숨겨진 세상 한국어 더빙
- 2020년  - 데스노트 (렘 役)
- 2020년  - 잃어버린 얼굴 1895 (명성황후 役)
- 2021년  - 하데스타운 (페르세포네 役)
- 2022년  - 모래시계 (혜린 役)
- 2022년  - 미세스 다웃파이어 (미란다 役)
- 2022년  - 이프/덴 (엘리자베스 役)
- 2023년  - 식스 더 뮤지컬 (시모어 役)

### 연극
- 2007년  - 고양이는 왜 혼자 다닐까?
- 2007년  - 햄릿
- 2008년  - 룸넘버13

### 방송(TV 예능)
- 2017년 MBC 복면가왕 한놈 두시기 석삼 너구리 (참가자)
- 2020년~2021년 MBN 로또싱어 (출연)

### 드라마
- 2019년 MBN/iHQ DRAMA 우아한 가 안재림 역
- 2022년 tvN 우리들의 블루스
- 2023년 JTBC 힘쎈여자 강남순 김 마담 역

### 영화
- 2014년 겨울왕국 엘사 역 (한국어 노래)
- 2015년 쿠크하트 : 시계심장을 가진 소년 미스 아카시아 역 (목소리)
- 2019년 겨울왕국 2 (목소리)